# Сиваченко Ярослав Едуардович
Яросла́в Едуа́рдович Сиваче́нко (13 лютого 1996, Кам’янське, Україна — 07 травня 2024, Харківська область, Україна) — український військовослужбовець батальйону Гроза бригади Буревій, учасник російсько-української війни.

## Життєпис
Ярослав Сиваченко народився 13 лютого 1996 року в Дніпродзержинську. У 2016 році закінчив ПТУ №22. З 2016 року проходив строкову військову службу з подальшим перебуванням на контракті у Національній гвардії України. Був учасником АТО. Працював на Виробничо-торгівельному підприємстві «ТРИТОН». У березні 2022 року став до лав Національної гвардії України та боронив українську землю від загарбників..

## Нагороди
- Орден «За мужність» III ступеня (посмертно)[2]